# Възнесение Господне (Долнени)
„Свето Възнесение Господне/Христово“ или „Свети Спас“ (на македонска литературна норма: „Свето Вознесение“, „Свети Спас“) е възрожденска църква в прилепското село Долнени, част от Долненско-Секирската енория на Преспанско-Пелагонийската епархия на Македонската православна църква – Охридска архиепископия.
Църквата е разположена в северната част на селото. Изградена е в 1857 година при управлението на митрополит Венедикт Византийски, както се разбира от ктиторския надпис. В архитектурно отношение църквата е еднокорабна сграда с петстранна апсида отвън от източната страна. Автори на живописта в храма са братята Димитър Андонов, Георги Андонов и Евтим Спасов от Гари.
- Интериорът на храма
- Ктиторският надпис и името на Венедикт Византийски и датата 18 май 1857 г.
- Храмът от изток